# روجر إيستون الأب
روجر إيستون الأب (بالإنجليزية: Roger L. Easton)‏ (و. 1921 – 2014 م) هو عالم من الولايات المتحدة الأمريكية . ولد في كرافتسبوري (فيرمونت) .
توفي في هانوفر (نيوهامبشير)، عن عمر يناهز 93 عاماً.

## التعليم
تعلم في كلية ميدلبوري

## جوائز
حصل على جوائز منها:
- قلادة العلوم الوطنية الأمريكية في مجال التكنولوجيا والإبتكار.